# Rosuvastatina
A rosuvastatina (nome comercial: Crestor, entre outros) é um fármaco do grupo das estatinas utilizada no tratamento da hipercolesterolemia (colesterol LDL alto) e condições relacionadas e na prevenção das doenças cardiovasculares. Reduz os níveis do LDL, triglicerídeos e apolipoproteína B.

## Mecanismo de ação
Assim como outras estatinas, a rosuvastatina atua como inibidor competitivo da HMG-CoA redutase reduzindo a produção endógena do colesterol. Os efeitos da rosuvastatina sobre o colesterol LDL são relacionados à dose. Doses mais elevadas são mais eficazes para melhorar o perfil lipídico de pacientes com hipercolesterolemia do que as doses equivalentes de miligrama de atorvastatina e equivalentes de miligramas ou doses mais altas de sinvastatina e pravastatina. Estudo publicado pelo Dr. Mike Schachter, Departamento de Farmacologia Clínica, Imperial College, St Mary's Hospital, Londres. 23 junho 2014.

## Farmacocinética
A biodisponibilidade da rosuvastatina é de aproximadamente 20% e C max é atingida em 3 a 5 h. A administração com alimentos não afetou a absorção. Se liga às proteínas cerca de 88%, principalmente à albumina. A rosuvastatina é metabolizada principalmente pela CYP2C9, mas não extensivamente metabolizado, cerca de 10% é recuperado como metabolito. Ela é excretada nas fezes (90%) principalmente. A sua meia-vida de eliminação é de aproximadamente 19 h.

## Efeitos colaterais
Os efeitos colaterais mais comuns foram constipação, fraqueza, dor abdominal, náuseas e dor muscular. Aumenta o risco de desenvolver diabetes em 25% e 1% de ter síndrome nefrótica. Aumenta os níveis plasmáticos de transaminases e creatinofosfoquinase. Todas estatinas podem causar rompimento dos músculos estriados.

## Contra-indicado
- Gravidez (Categoria X)
- Lactância
- Doença hepática ativa
- Elevação de transaminases séricas